# Chu trình Krebs

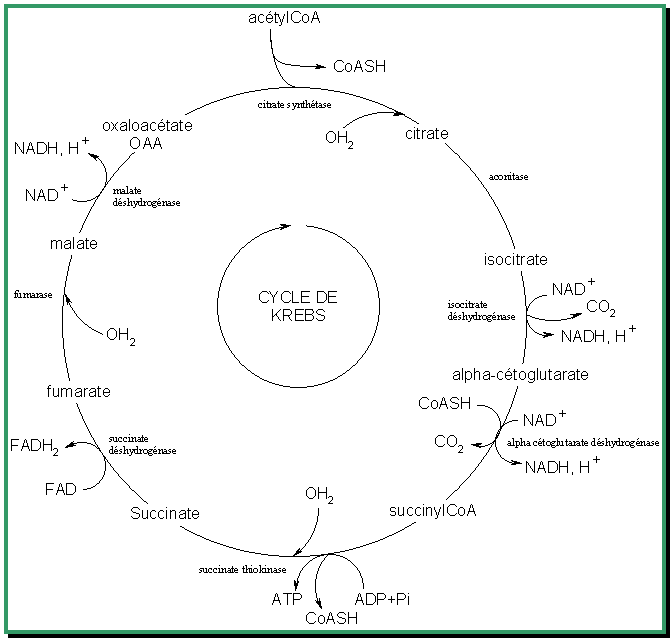
Chu trình Krebs

Chu trình Krebs, còn gọi là chu trình tricarboxylic acid (hay chu trình TCA), chu trình citric acid, hoặc chu trình Szent-Györgyi-Krebs (hiếm gặp), là một chuỗi các phản ứng hóa học được sử dụng bởi các sinh vật hiếu khí để giải phóng năng lượng được lưu trữ thông qua oxy hóa khử axetyl-CoA bắt nguồn từ các carbohydrate, chất béo và protein thành adenosine triphosphate (ATP) và carbon dioxide. Ngoài ra, chu trình cung cấp tiền chất của một số amino acid nhất định, cũng như chất khử NADH, được sử dụng trong nhiều phản ứng khác. Tầm quan trọng của nó đối với nhiều con đường sinh hóa cho thấy rằng nó là một trong những thành phần sớm nhất được thiết lập của tế bào trao đổi chất và có thể có nguồn gốc phát sinh một cách tự nhiên. Mặc dù nó được gắn thương hiệu như một 'chu trình', nhưng không cần thiết cho các chất chuyển hóa chỉ theo một tuyến đường cụ thể; ít nhất ba phân đoạn của chu trình axit citric đã được công nhận.
Phản ứng hóa học này được xúc tác bởi enzyme có vai trò quan trọng bậc nhất trong mọi tế bào sống có dùng oxy trong hô hấp tế bào. Ở các sinh vật đơn bào, chu trình axit citric diễn ra ở chất nền của ti thể. Các thành phần và các phản ứng trong chu trình axit citric được Albert Szent-Györgyi và Hans Krebs tìm ra. Chu trình axit citric tạo ra ATP cung cấp năng lượng cho mọi hoạt động sống của tế bào, cũng như cho mọi hoạt động của cơ thể. Nó cần nguyên liệu từ quá trình đường phân của glucose.

## Biến đổi của pyruvate

Cấu trúc của acetyl coenzyme A (trong đó gốc acetyl có màu xanh, coenzyme A có màu đen)

Thông qua quá trình đường phân, từ một phân tử glucose bị oxy hóa thành hai anion pyruvate (CH3COCOO+). Hai phân tử pyruvate được vận chuyển vào trong chất nền ty thể đồng thời được biến đổi thành acetyl coenzyme A (viết tắt Acetyl CoA) để tham gia chu trình acid citric thông qua các enzyme pyruvate dehydrogenase. Dưới đây trình bày các giai đoạn biến đổi pyruvate thành acetyl CoA thông qua các quá trình xúc tác của các enzyme trong hệ pyruvate dehydrogenase.

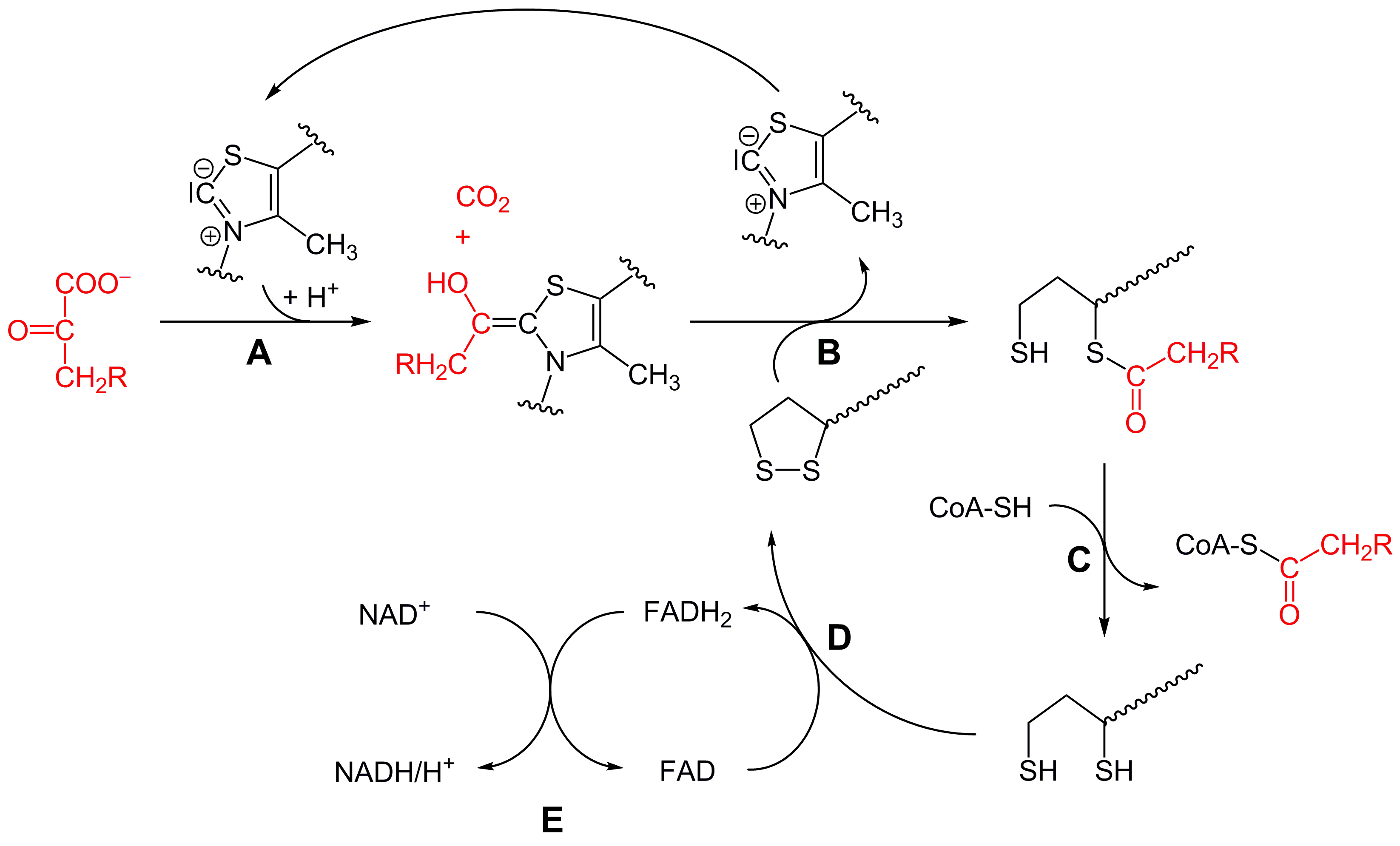
Chi tiết quá trình biến đổi pyruvate (CH_{3}COCOO^{+}) thành acetyl CoA (CH_{3}CO~S-CoA)

### Enzymepyruvate dehydrogenase
Đầu tiên, pyruvate sẽ liên kết với thiamin (vitamin B1) tạo ra anion acyl, đồng thời giải phóng một phân tử cacbon dioxide (CO2) (quá trình A). Sau đó lipoate sẽ cạnh tranh với anion acyl tạo ra thioacetate (quá trình B) đồng thời giải phóng thiamin.

### Enzymedihydrolipoyl transacetylase
Nhóm CoA - SH phản ứng trao đổi với thioacetate tạo ra acetyl CoA (CH3CO~CoA-S) đồng thời giải phóng lipoate gắn thêm hai nguyên tử hydro, tức dihydrolipoate (quá trình C). Acetyl CoA tham gia chu trình Krebs.

### Enzymedihydrolipoyl dehydrogenase
Dihydrolipoate bị dehydro nhờ enzyme dihydrolipoyl dehydrogenase giải phóng lipoate tham gia quá trình biến đổi từ anion acyl thành thioacetate. Hai hydro giải phóng từ dihydrolipoate sẽ được gắn vào chất FAD (flavin adenine dinucleotide) tạo thành FADH2. Chất FADH2 tiếp tục chuyển hai nguyên tử hydro này sang chất NAD+ (nicotinamide adenine dinucleotide) tạo thành NADH + H+ và FADH2 sẽ chuyển hóa lại thành chất FAD. Dưới đây là sơ đồ tổng quát quá trình biến đổi pyruvate thành acetyl CoA.

Vậy thông qua quá trình này, hai phân tử pyruvate sẽ chuyển hóa thành hai acetyl CoA đồng thời giải phóng 2 phân tử CO2 và 2 phân tử NADH.

## Chu trình Krebs
Chu trình Crebs xảy ra ở chất nền của ti thể. Bảng dưới đây trình bày chi tiết mười phản ứng trong chu trình (lưu ý ký hiệu 4C nghĩa là có 4 carbon trong phân tử và trong bài viết này, ta xét một phân tử acetyl CoA đi vào chu trình Krebs). 
|      | Chất phản ứng (Subtrate)                  | Sản phẩm (Products)                 | Chi tiết phản ứng hóa học | Enzyme xúc tác                |
| ---- | ----------------------------------------- | ----------------------------------- | ------------------------- | ----------------------------- |
| 0/10 | Oxaloacetate (4C) + Acetyl~CoA (2C) + H2O | Citrate (6C) + CoA-SH               | không khung               | Citrate synthase              |
| 1    | Citrate (6C)                              | cis-Aconitate (6C) + H2O            | không khung               | Aconitase                     |
| 2    | cis-Aconitate (6C) + H2O                  | Isocitrate (6C)                     | không khung               | Aconitase                     |
| 3    | Isocitrate (6C) + NAD+                    | Oxalosuccinate (6C) + NADH + H+     | không khung               | α-Ketoglutarate dehydrogenase |
| 4    | Oxalosuccinate (6C)                       | α-ketoglutarate (5C) + CO2          | không khung               | α-Ketoglutarate dehydrogenase |
| 5    | α-Ketoglutarate (5C) + NAD+ + CoA-SH      | Succinyl CoA (4C) + NADH + H+ + CO2 | không khung               | Succinyl-CoA synthetase       |
| 6    | Succinyl-CoA (4C) + GDP + PO43- (Pi)      | Succinate (4C) + GTP + CoA-SH       |                           | Succinyl-CoA synthetase       |
| 7    | Succinate (4C) + FAD                      | Fumarate (4C) + FADH2               | không khung               | Succinate dehydrogenase       |
|      | Fumarate (4C) + H2O                       | L-malate (4C)                       | không khung               | Fumarase                      |
| 9    | L-malate (4C) + NAD+                      | Oxaloacetate (4C) + NADH + H+       | không khung               | Malate dehydrogenase          |
| 10/0 | Oxaloacetate (4C) + Acetyl~CoA (2C) + H2O | Citrate (6C) + CoA-SH               | không khung               | Citrate synthase              |

GTP (Guanosine triphosphate) là hợp chất tương tự như adenosine triphosphate (ATP), do đó sau khi được sinh ra từ chu trình Krebs, nó có thể được tế bào sử dụng hoặc GTP có thể phosphoryl hóa ADP thành ATP, đồng thời GTP bị khử phosphoryl hóa thành GDP.
Vậy thông qua chu trình Krebs, glucose bị oxy hóa hoàn toàn thành CO2, đồng thời giải phóng ra 6 phân tử NADH, 2 phân tử FADH2 và 4 phân tử CO2, xem như tạo ra 2 ATP. Các phân tử NADH và FADH2 sẽ tham gia vào chuỗi chuyền electron ở màng trong ty thể.